# Терновський Пилип Олексійович
Пили́п Олексі́йович Терно́вський (нар. 11 серпня 1838 — пом. 1884) — історик церкви, професор Київської духовної академії (з 1862) і Київського університету (з 1869), співробітник «КСт.», звільнений від професури 1883, нібито «за спрямування, незгідне з духом православ'я». Праці з історії візантійських і українських церков, між ними «Митр. Стефан Яворский» («Труды Киевской духовной академии», 1864), «Южно-русское проповѣдничество XVI и XVII вв.» (1869), «Киево-Софийский прот. Й. В. Леванда» (1879); «Очерки из истории киевской епархии в XVIII ст. на основании документов синодального архива» (1879); «Петр Могила, биографический очерк» («КСт.», т. II, 1882).
Мав брата Сергія Терновського — історик церкви, член-співробітник Київської археографічної комісії.